# Mésothéline
La mésothéline est une protéine codée par le gène MSLN, situé sur le chromosome 16 humain.

## Fonction
La mésothéline est une protéine de 40 kDa, présente chez les cellules mésothéliales saines et qui est surexprimée dans plusieurs tumeurs humaines, notamment dans les mésothéliomes et les adénocarcinomes de l'ovaire et du pancréas. La protéine a été identifiée pour la première fois en raison de sa réactivité vis-à-vis de l'anticorps monoclonal K1.

## Applications thérapeutiques
La mésothéline est un antigène tumoral présent dans les cellules mésothéliales de la plèvre, du péritoine et du péricarde. Sachant que la mésothéline est surexprimée dans plusieurs cancers et qu'elle est immunogénique, la protéine pourrait être utilisée comme biomarqueur tumoral ou comme cible pour un vaccin thérapeutique.